# آلدو والنتینی
آلدو والنتینی (اسپانیایی: Aldo Valentini‎; ۲۵ نوامبر ۱۹۳۸ – ۲۵ اکتبر ۲۰۰۹) بازیکن فوتبال اهل شیلی بود.

## باشگاهی
از باشگاه‌هایی که در آن بازی کرده‌است می‌توان به باشگاه فوتبال کولو-کولو اشاره کرد. 

## تیم ملی
وی همچنین در تیم ملی فوتبال شیلی بازی کرده‌است.